# Nathalie Arthaud
Nathalie Arthaud (Peyrins, Droma, 23 de febrer de 1970) és una professora i política francesa, i portaveu del partit polític Lutte ouvrière (LO). També és regidora municipal de joventut a l'ajuntament de Vaulx-en-Velin, electa dins d'una llista presentada pel Partit Comunista Francès, que igualment incorporava militants de Initiative citoyenne i Les alternatifs, agrupacions polítiques menors. D'altra banda, és professora d'economia i administració al lycée Le Courbusier d'Aubervilliers, Seine-Saint-Denis als suburbis de París.

## Trajectòria
Nathalie Arthaud va ocupar el càrrec de portaveu d'Arlette Laguiller durant la campanya per a les eleccions presidencials de 2007. En la conferència de premsa al final del congrés anual de Lutte ouvrière, Nathalie Arhuad fou designada oficialment portaveu nacional del partit. Com a nova portaveu nacional de LO, va dirigir la campanya del seu partit per a les eleccions al Parlament Europeu de 2009 a França. Fou cap de llista del seu partit en la Circumscripció sud-est de França, obtenint 24.727 vots, és a dir un 0,84 % dels sufragis. En les eleccions regionals de 2010 a Roine-Alps, la llista que encapçalava va obtenir 1,42 % dels sufragis emesos.
Des de llavors ha sigut candidata a la presidència de França pel seu partit polític a les eleccions presidencials franceses de 2007, 2012, 2017 i actualment ho és a les eleccions presidencials de 2022.